# Giro dell'Appennino 1960
Il Giro dell'Appennino 1960, ventunesima edizione della corsa, si svolse il 24 luglio 1960, su un percorso di 232 km. La vittoria fu appannaggio del belga Emile Daems (primo vincitore non italiano della storia della corsa), che completò il percorso in 6h15'00", precedendo gli italiani Ercole Baldini e Nino Defilippis.
I corridori che partirono furono 110, mentre coloro che tagliarono il traguardo di Pontedecimo furono 66.

## Ordine d'arrivo (Top 10)
| Pos. | Corridore           | Squadra | Tempo    |
| ---- | ------------------- | ------- | -------- |
| 1    | Emile Daems         | Philco  | 6h15'00" |
| 2    | Ercole Baldini      | Ignis   | s.t.     |
| 3    | Nino Defilippis     | Carpano | a 27"    |
| 4    | Ivan Burigotto      | Molteni | a 1'23"  |
| 5    | Walter Almaviva     | Bianchi | a 2'04"  |
| 6    | Silvestro La Cioppa | Ferrys  | s.t.     |
| 7    | Agostino Coletto    | Carpano | a 2'17"  |
| 8    | Gilbert Desmet      | Carpano | a 4'16"  |
| 9    | Rino Benedetti      | Ghigi   | s.t.     |
| 10   | Alfredo Sabbadin    | Philco  | s.t.     |